# Kasa (stanowisko)

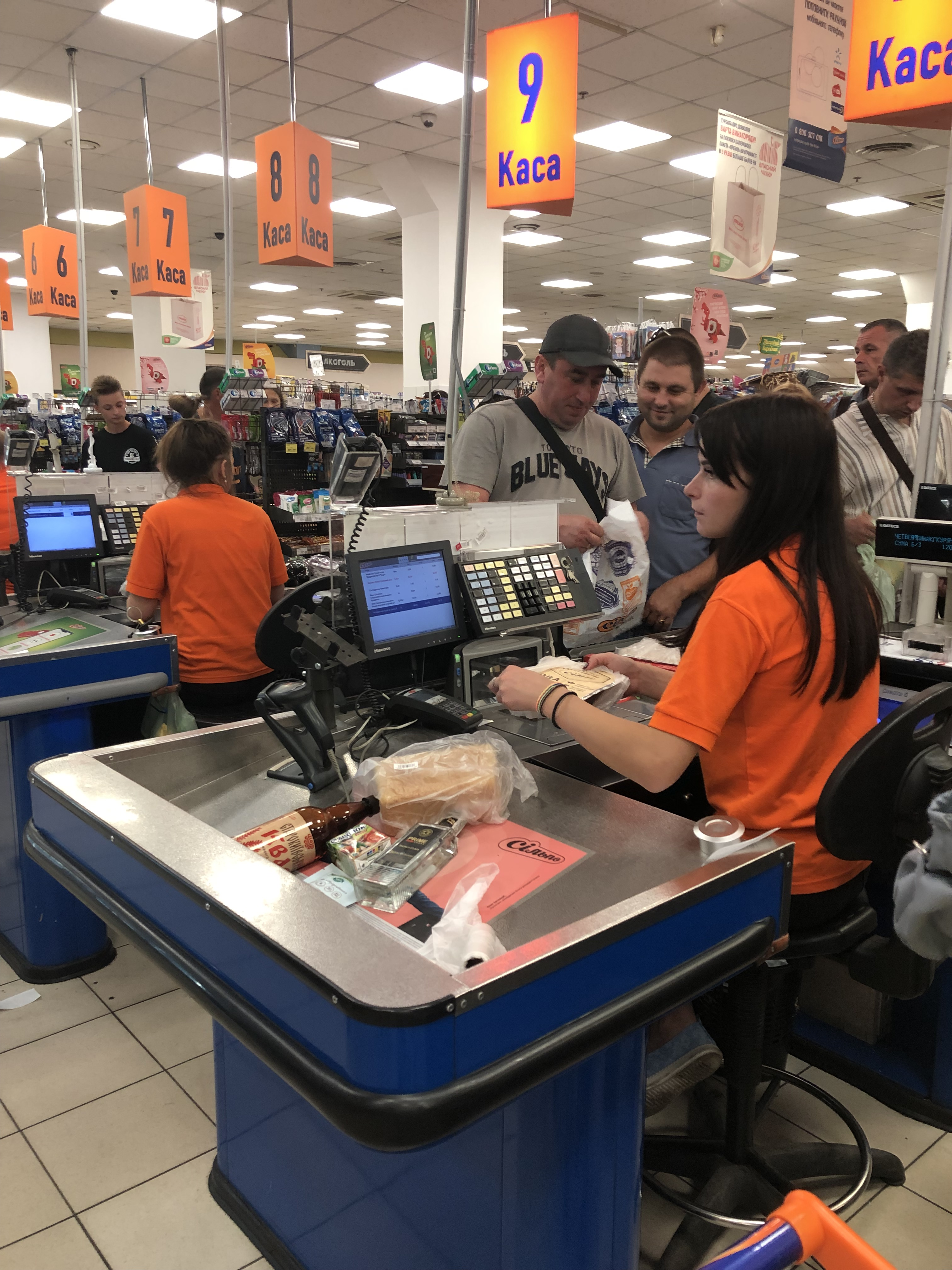
Kasa

Kasa – stanowisko (miejsce) wyznaczone i odpowiednio przygotowane w celu przechowywania, przyjmowania i wydawania pieniędzy w placówkach prowadzących działalność gospodarczą. Zazwyczaj są to specjalnie przygotowane boksy lub pomieszczenia, często odpowiednio zabezpieczone przed napadem, kradzieżą lub włamaniem, obsługiwane przez kasjera, zwykle wyposażone w elektroniczne urządzenia kasowe (stanowisko komputerowe, kasa fiskalna, liczarka banknotów) i alarmowe.
W placówkach o dużym nasileniu ruchu (banki, poczta, dworce komunikacji publicznej) często oznaczane jako okienko kasowe.

## Dokumenty kasowe
- KP (kasa przyjmie) – pokwitowanie odbioru gotówki przez kasę,
- KW (kasa wyda) – pokwitowanie wypłaty gotówki z kasy,
- RK (raport kasowy) – dokument zbiorczy operacji kasowych w ciągu określonego okresu.